# レナルド・ディクソン
レナルド・ディクソン（英: Renaldo Dixon、1990年9月20日 - ）は、アメリカ合衆国ジョージア州アトランタ出身でカナダ国籍のプロバスケットボール選手。
B3リーグ・しながわシティ所属。
ポジションはセンター。

## 来歴

### 生い立ち
両親はノエル・ディクソンとネバ・ポーター。1990年9月20日にカナダ・オンタリオ州トロントで生まれた。専攻は会計学。

### プロ入りまで
ノースカロライナ州クリードモアにあるクリスチャン・フェイス・アカデミーでプレーした。
在学中の平均成績は26得点、14リバウンド。
また、カナダ・オンタリオ州トロントのセントラル・テック高校でも3年間プレーし、平均19得点、9リバウンドを記録した。
さらに、カナダの強豪AAUチーム「Grassroots Canada Elite」にも所属していた。
2010年から2014年までニューメキシコ州立大学（D1）でプレイ。
一年次は、レッドシャツ（1年間試合に出場せずチームに所属する制度）となる予定だったが、チームの負傷者事情により、最終的に20試合に出場した。
三年次には先発出場することも増え、守備面で大きく貢献した。
シーズンで46ブロックショットを記録し、NMステートのシーズンブロック数ランキングで9位タイとなった。
7試合で3ブロック以上を記録し、さらに3試合では4ブロックを記録（11月15日・サウスイースタン・ルイジアナ戦、1月3日・UTSA戦、1月19日・サンノゼ州立戦）。
四年次には35試合に出場し、平均8.5点を記録した。

### 海外リーグ

#### イツェホー・イーグルス/ドイツ（2014-15）
2014-15シーズン。
ドイツのプロバスケットボールリーグ「ProB」に所属するイツェホー・イーグルス（Itzehoe Eagles） でプレーし、プロデビューとなった。
13試合に出場し、平均28.1分の出場時間で、FG55.8%、3P30.0%、FT83.9%を記録した。
また、平均14.3得点、5.7リバウンド、0.8アシスト、1.4スティール、1.6ブロックを挙げた。

#### ハリファックス・ハリケーンズ/カナダ（2015-18）
2015-16シーズン。
カナダ（CAN NBL）のハリファックス・ハリケーンズでプレイ。
2015-16シーズンにはリーグチャンピオンシップを獲得し、特にファイナル第7戦で13得点を挙げるなど、チームの優勝に貢献した。
2016-17シーズン。
継続。
2017-18シーズン。
継続。

#### セントジョン・リップタイド/カナダ（2018-19）
2018-2019シーズン。
カナダ（CAN NBL）のセントジョン・リップタイドでプレイ。
アトランティック・ディビジョンで4位となり、プレーオフに進出した。

#### プエブロ・ヌエボ/ドミニカ共和国（2019-20）
2019-2020シーズン。
ドミニカ共和国（TBS Santiago）のプエブロ・ヌエボでプレイ。

### Bリーグ

#### 鹿児島レブナイズ/B3（2020-2021）
2020-21シーズン。
2021年2月12日に鹿児島レブナイズにてBリーグデビューを果たす。
30試合出場、平均16.9得点を記録した。
シーズンは新型コロナウイルスの影響で開幕が遅れ、2021年1月8日にスタート。最終的に11勝29敗でシーズンを終えた。順位は全11チーム中9位とプレーオフ進出には届かなかった。

#### 青森ワッツ/B2（2021-2022）
2021-22シーズン。
青森ワッツと契約した。
52試合出場、42試合先発、26分18秒、11.5得点、6.9リバウンド、フィールドゴール成功率46.8%、3ポイントシュート成功率33.6%、フリースロー成功率74.8%を記録した。
チーム全体としては、シーズンを通じて苦戦し、5勝47敗の成績でB2リーグの最下位となった。

#### しながわシティ/B3（2022-2024）
2022-23シーズン。
しながわシティと契約した。
51試合出場、42試合先発、14.3得点を記録した。
2023-24シーズン。
しながわシティと再契約した。
52試合出場、32試合先発、12.4得点を記録した。

#### 湘南ユナイテッドBC/B3（2024-25）
2024-25シーズン。
2024年11月12日に湘南ユナイテッドBCと短期契約を締結した。
7試合に出場後、2024年12月11日に湘南ユナイテッドBCと契約満了となった。

#### トライフープ岡山/B3（2024-25）
2024-25シーズン。
2024年12月13日にトライフープ岡山と契約を締結した。
8試合に出場後、2025年2月6日にトライフープ岡山との契約が解除となった。

#### 二度目のしながわシティ/B3（2024-2025）
2024-25シーズン。
2025年2月6日にしながわシティと契約を締結し、しながわシティに復帰となった。
同一シーズンで、湘南、岡山、品川の三チームでプレイすることになった。
2025年3月29日の山口戦にてBキャリア通算200スティールを達成した。
現在はしながわシティに所属している。

## 人物

### その他
ニックネームはベンズである。

## Bリーグ・スタッツ
| シーズン   | チーム | GP | GS | MPG   | FG%   | 3P%   | FT%    | RPG  | APG  | SPG  | BPG  | TO   | PPG   |
| ---------- | ------ | -- | -- | ----- | ----- | ----- | ------ | ---- | ---- | ---- | ---- | ---- | ----- |
| B3 2020-21 | 鹿児島 | 30 | 17 | 25.23 | 50.1% | 32.4% | 80.7%  | 5.57 | 1.43 | 0.63 | 0.33 | 2.90 | 17.03 |
| B2 2021-22 | 青森   | 52 | 42 | 26.31 | 46.8% | 33.6% | 74.8%  | 6.88 | 1.71 | 1.04 | 1.04 | 1.60 | 11.50 |
| B3 2022-23 | 品川   | 51 | 42 | 27.49 | 49.9% | 37.5% | 78.7%  | 5.20 | 1.78 | 1.06 | 0.55 | 2.33 | 14.33 |
| B3 2023-24 | 品川   | 52 | 32 | 26.71 | 47.8% | 35.2% | 82.3%  | 5.60 | 2.10 | 1.13 | 0.87 | 2.23 | 12.35 |
| B3 2024-25 | 湘南   | 7  | 0  | 13.86 | 30.0% | 20.0% | 100.0% | 1.71 | 0.43 | 0.29 | 0.71 | 1.14 | 2.29  |
| B3 2024-25 | 岡山   | 8  | 0  | 16.50 | 33.3% | 21.1% | 71.4%  | 1.75 | 1.00 | 0.38 | 0.63 | 1.75 | 5.25  |
| B3 2024-25 | 品川   | 20 | 1  | 12.95 | 38.4% | 26.3% | 52.6%  | 2.80 | 0.85 | 0.65 | 0.35 | 0.70 | 4.30  |

## 海外リーグ・スタッツ
| シーズン         | チーム             | GP | GS | MPG  | FG%   | 3P%   | FT%   | RPG | APG | SPG | BPG | TO  | PPG  |
| ---------------- | ------------------ | -- | -- | ---- | ----- | ----- | ----- | --- | --- | --- | --- | --- | ---- |
| ドイツ 2014-15   | SC Itzehoe Eagles  | 13 | 10 | 28.1 | 55.8% | 30.0% | 83.9% | 5.7 | 0.8 | 1.4 | 1.6 | 2.5 | 14.3 |
| カナダ 2015-16   | Halifax Hurricanes | 34 | 11 | 12.5 | 53.5% | 42.1% | 97.1% | 2.1 | 0.3 | 0.4 | 0.4 | 0.7 | 4.8  |
| カナダ 2016-17   | Halifax Hurricanes | 55 | 16 | 21.1 | 50.3% | 43.4% | 79.3% | 5.1 | 0.7 | 0.3 | 1.1 | 1.3 | 8.5  |
| カナダ 2017-18   | Halifax Hurricanes | 52 | 1  | 12.0 | 42.3% | 24.4% | 83.1% | 2.5 | 0.5 | 0.2 | 0.4 | 0.7 | 5.2  |
| カナダ 2018-19   | Saint John Riptide | 13 | 0  | 12.3 | 52.9% | 25.0% | 77.8% | 2.3 | 0.2 | 0.1 | 0.5 | 0.4 | 4.0  |
| ドミニカ 2019-20 | Pueblo Nuevo       | -  | -  | -    | -     | -     | -     | -   | -   | -   | -   | -   | -    |

## カレッジ・スタッツ
| シーズン     | チーム           | GP | GS | MPG  | FG%   | 3P%   | FT%   | RPG | APG | SPG | BPG | TO  | PPG |
| ------------ | ---------------- | -- | -- | ---- | ----- | ----- | ----- | --- | --- | --- | --- | --- | --- |
| NCAA 2010-11 | New Mexico State | 20 | 0  | 10.6 | 45.7% | 33.3% | 77.8% | 1.7 | 0.3 | 0.3 | 0.2 | 0.6 | 2.7 |
| NCAA 2011-12 | New Mexico State | 17 | 0  | 7.1  | 44.4% | 16.7% | 75.0% | 2.0 | 0.2 | 0.4 | 0.5 | 0.6 | 2.2 |
| NCAA 2012-13 | New Mexico State | 34 | 13 | 18.7 | 50.0% | 50.0% | 71.4% | 4.0 | 0.6 | 0.2 | 1.4 | 1.1 | 5.6 |
| NCAA 2013-14 | New Mexico State | 35 | 12 | 24.8 | 54.1% | 25.0% | 79.4% | 5.6 | 1.0 | 0.4 | 0.9 | 1.4 | 8.5 |